# Ölziit Sum (Archangai)
Ölziit (mongolisch Өлзийт сум, ᠥᠯᠵᠡᠶᠢᠲᠦ
ᠰᠤᠮᠤ, Ulziit sum, Öldziyt, dt.: „Gesegnet“) ist ein Sum in der Provinz Archangai-Aimag der Mongolei. Das Gebiet umfasst eine Fläche von 1720 km². 2020 gab es 3403 Einwohner und 2006 gab es 126.295 Nutztiere. Das Sum ist in die Bagtai Bodont (Бодонт), Yamaat (Ямаат), Baishir (Байшир) und Khoshoot (Chöschöt - Хөшөөт) unterteilt. Die Siedlung wurde 1931 auf einem Ausläufer des Batsengel-Gebirges (Батцэнгэл уул) gegründet. Das Gebiet von Ulziit Sum gehörte früher zu Bishrelt Beys (Бишрэлт бэйсийн) und liegt 140 km vom Zentrum der heutigen Provinz Archangai entfernt.

## Geschichte
Unter der Gerichtsbarkeit der Provinz Sain Noyon Khan (Сайн ноён хан аймаг) wurde 1762 Chalcha (Халх) gegründet. Es hieß von 1912 bis 1923 „Bischrelt beisiin choschuu“ (Бишрэлт бэйсийн хошуу), wurde 1924 in „Bajanbaischir choschuu“ umbenannt und der Provinz Tsetzerleg (Tsetserleg mandal aimgiin, Цэцэрлэг мандал аймгийн) zugeordnet. Ab 1931 wurde es das Ölziit Sum der heutigen Provinz Archangai. Die Einwohner gehören hauptsächlich zu den Oiraten (Ойрадын Өөлд, Oiradyn Ööld) der westlichen Mongolei. In Ölziit Sum gabe es früher einen Schrein für den Goldenen Hundert-Buddha. Ihm werden am 15. des Neumonds und am 15. des Mittherbstmonds Pferderennen, Ringkämpfe und Versammlungen gewidmet. Der Goldene Hundert-Buddha wurde 1640 von den Oirad Zaya Bandida (зая бандида Намхайжанцан төвдөөс, dsaja bandida Namchaidschantsan töwdöös) aus Namchaidschantsan (Tibet) gebracht. Er wurde von 1640 bis 1930 verehrt. Während der Revolution verschwand der Tempel.
1997 wurde Bazar Manj mit Hilfe der Einheimischen wieder aufgebaut.
Das Sum hat eine Fläche von 172.034 ha und hatte im Jahr 2014 eine Bevölkerung von 3.333 Personen in 1.088 Haushalten, sowie 214.000 Stück Vieh.